# Neopromachus buergersi
Neopromachus buergersi är en insektsart som beskrevs av Günther 1929. Neopromachus buergersi ingår i släktet Neopromachus och familjen Phasmatidae. Inga underarter finns listade i Catalogue of Life.